# Le Dico

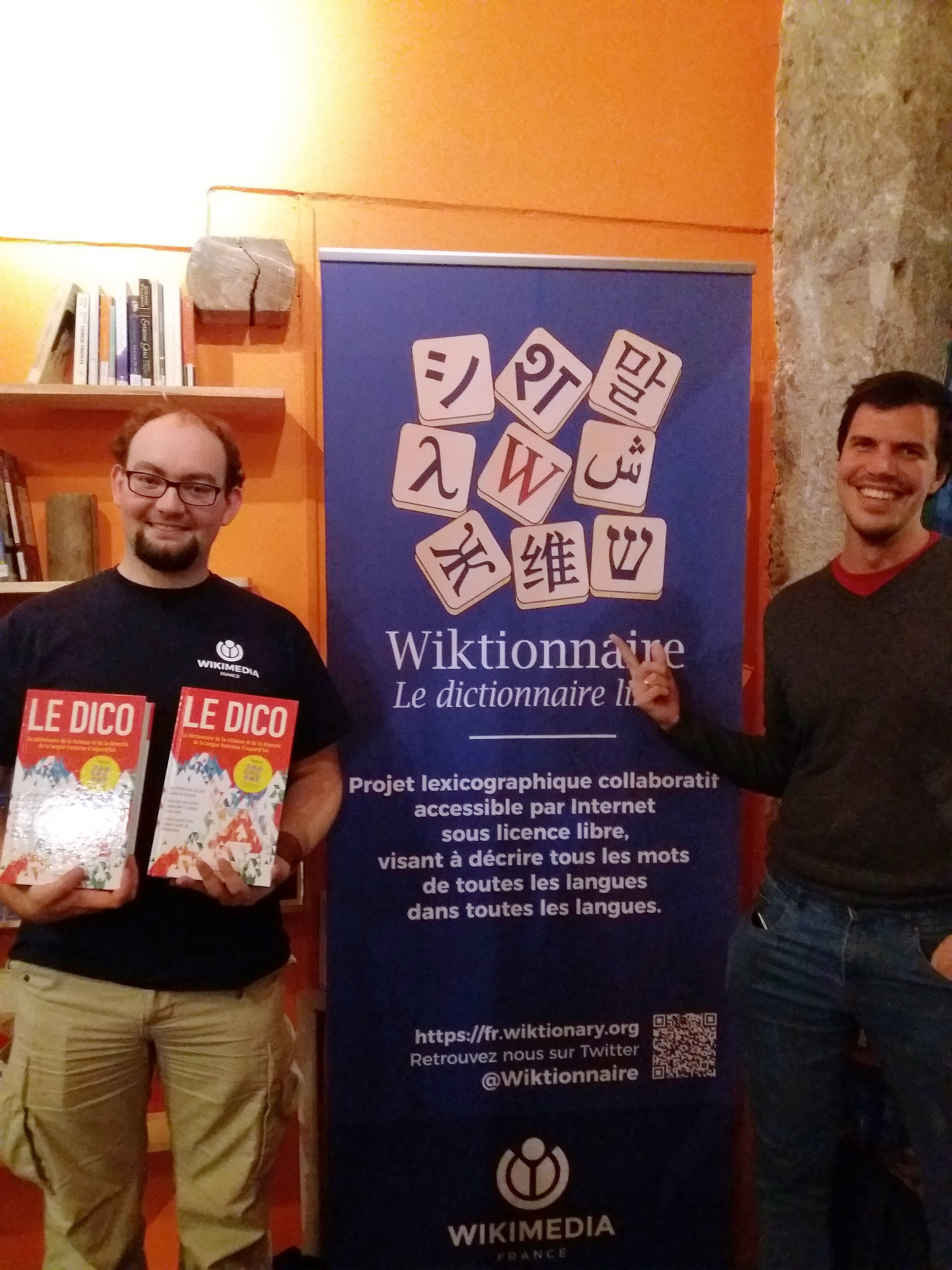
Le Dico, links (Foto 2019)

Le Dico ist ein aus dem Internetwörterbuch Wiktionnaire abgeleitetes einsprachiges Papier-Wörterbuch der französischen Sprache mit 40 000 Einträgen. Es erschien 2020 im Verlag Éditions Garnier unter der Leitung von Maxime Perret.

## Entstehung
Die französische Fassung des Internetwörterbuchs Wiktionary mit dem Namen Wiktionnaire wurde ab 2004 nach dem Prinzip der Wikipedia von freiwilligen Nutzern anonym erstellt und erreichte 2018 rund 400 000 Einträge.
Unter der Leitung des Literaturwissenschaftlers Maxime Perret (* 1985) wählte ein 50-köpfiges Redaktionsteam daraus 40 000 Artikel aus und bearbeitete sie für den Druck. Der Linguist Roland Eluerd (* 1940) nennt das im Vorwort die „Rematerialisierung“ des elektronischen Wörterbuchs.
Auswahlkriterium war im ersten Anlauf die Frequenz, mit der die Artikel im Internet vom Publikum abgefragt wurden. Zur Ergänzung dieses Kriteriums diente der Abgleich mit dem ebenfalls bei Garnier erschienenen Wörterbuch Le Nouveau Petit Littré.
Ein Teil der heutigen Artikel stammte ursprünglich aus der 8. Auflage des Dictionnaire de l’Académie française von 1932 bis 1935, aus der sie automatisch in den Wiktionnaire übertragen wurden. Der Dico hat das Verdienst, manche veraltete Information des Wiktionnaire getilgt zu haben, so zum Beispiel im Artikel ÉTONNER, der im Wiktionnaire bis heute (22. September 2022) mit einer veralteten Bedeutung beginnt. In anderen Fällen ist die Deutung der Akademie über den Wiktionnaire bis in den Dico vorgedrungen, zum Beispiel im Artikel MÉCHANT, der zu Unrecht nicht mit der Hauptbedeutung „böse“ anfängt.
Im Gegensatz etwa zum Petit Larousse, dem er insgesamt unterlegen ist, glänzt der Dico mit zahlreichen Zitaten und (in begrenztem Umfang) mit Synonymen. Das Wörterbuch enthält einen grammatischen Teil von 70 Seiten und einen Einschub von 30 Seiten, in dem zu 30 ausgewählten Wörtern paradigmatische und idiomatische Information geliefert wird, die den entsprechenden Wörterbuchartikel ergänzt. Eine Begründung für diesen Einschub fehlt. Der auf S. 10 formulierte Anspruch des Wörterbuchs: « Le Dico […] assume une relation profondément originale et novatrice à l’égard de la langue » (deutsch: „Der Dico will zur Sprache in einem zutiefst originellen und innovativen Verhältnis stehen“) bleibt nachzuweisen.